# ناتالیا بوژونوا
ناتالیا بوژونوا (انگلیسی: Nataliya Bozhenova؛ زادهٔ ۱۵ ژانویهٔ ۱۹۶۹) بازیکن والیبال اهل اوکراین است.